# Alejandro Montalvo
Alejandro Montalvo Milla (2000) es un deportista español que compite en ciclismo en la modalidad de trials.
Ganó seis medallas en el Campeonato Mundial de Trials, entre los años 2018 y 2024, y tres medallas en el Campeonato Europeo de Ciclismo de Montaña entre los años 2019 y 2024.

## Palmarés internacional
| Campeonato Mundial | Campeonato Mundial    | Campeonato Mundial | Campeonato Mundial |
| Año                | Lugar                 | Medalla            | Competición        |
| ------------------ | --------------------- | ------------------ | ------------------ |
| 2018               | Chengdu (China)       | Medalla de oro     | Equipo mixto       |
| 2019               | Chengdu (China)       | Medalla de oro     | Equipo mixto       |
| 2021               | Vic (España)          | Medalla de oro     | Equipo mixto       |
| 2021               | Vic (España)          | Medalla de plata   | Trials 20″         |
| 2022               | Abu Dabi (EAU)        | Medalla de plata   | Trials 20″         |
| 2023               | Glasgow (Reino Unido) | Medalla de oro     | Trials 20″         |
| 2024               | Abu Dabi (EAU)        | Medalla de oro     | Trials 20″         |
| Campeonato Europeo |                       |                    |                    |
| Año                | Lugar                 | Medalla            | Competición        |
| 2019               | Lucca (Italia)        | Medalla de plata   | Trials 20″         |
| 2023               | Poprad (Eslovaquia)   | Medalla de plata   | Trials 20″         |
| 2024               | Jeumont (Francia)     | Medalla de bronce  | Trials 20″         |